# Student Agency

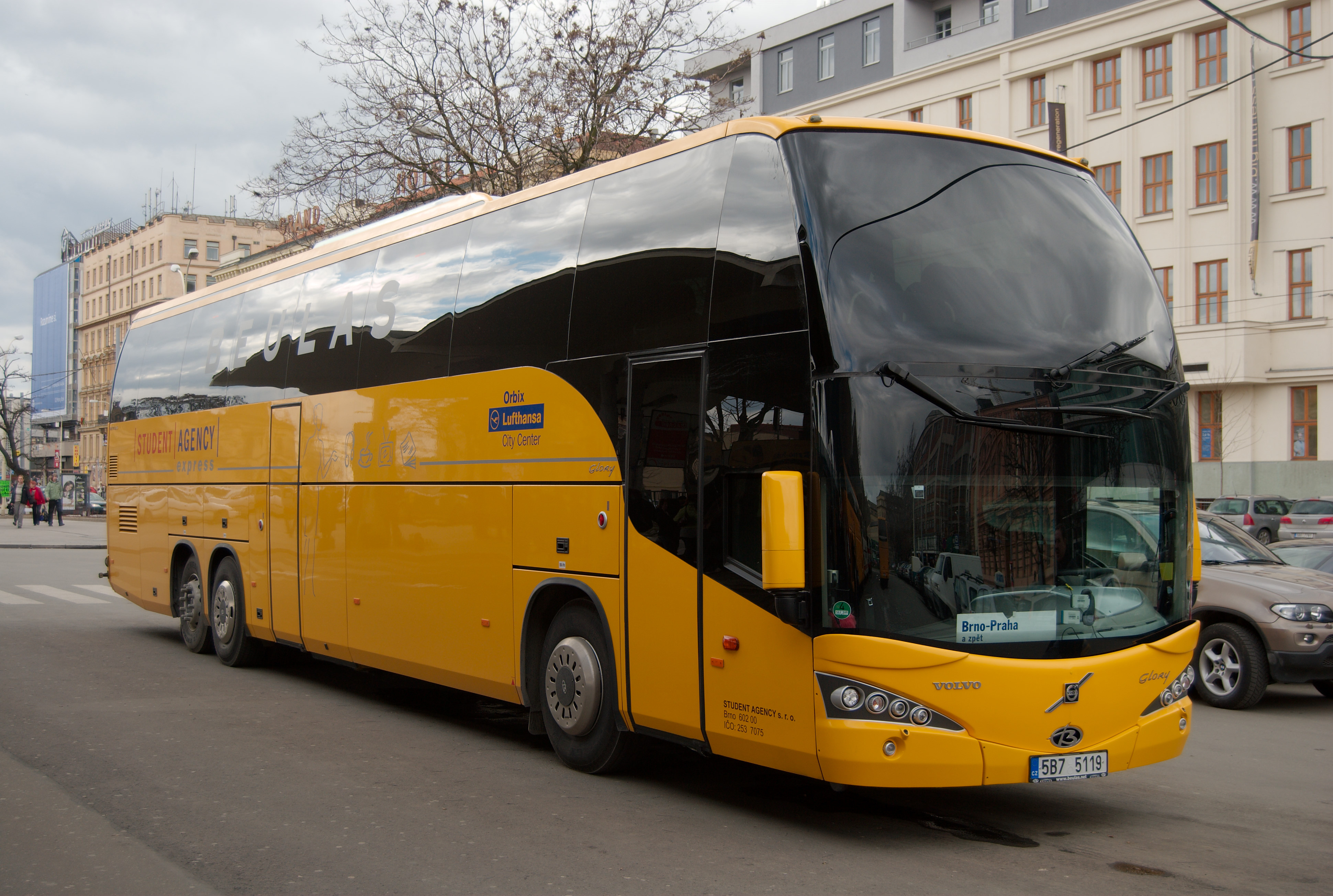
Autobus di Student Agency

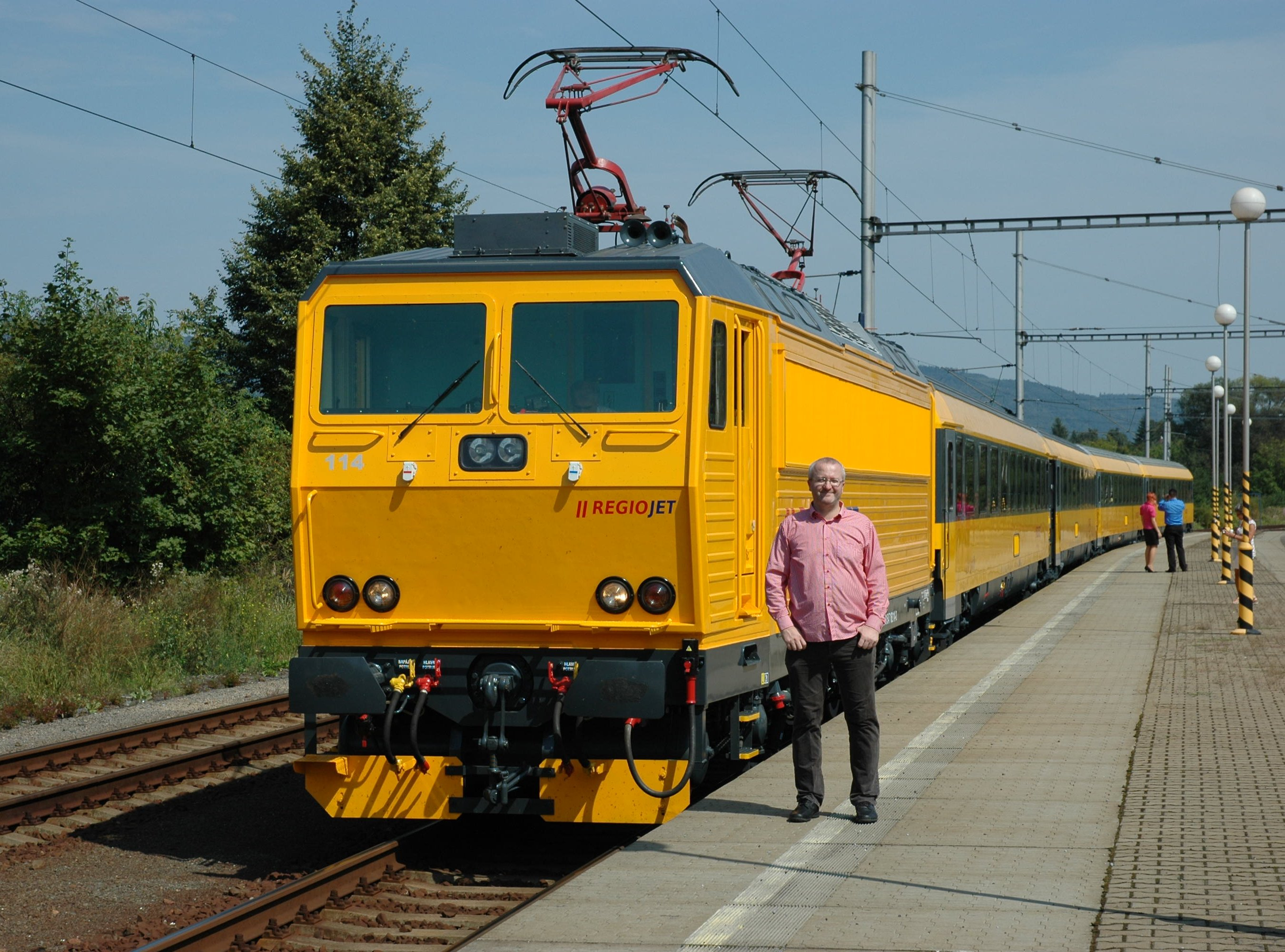
Radim Jančura con il treno RegioJet

Student Agency è un'agenzia di viaggi ceca i cui obiettivi principali sono l'organizzazione di programmi di scambio alla pari, la rivendita di biglietti aerei e il trasporto in autobus . La sua sede è a Brno, Repubblica Ceca. Nonostante il nome dell'azienda, i loro servizi non vengono venduti esclusivamente agli studenti. 
L'azienda è stata fondata da Radim Jančura, laureato all'Università di Tecnologia di Brno . Dalla fondazione nel 1996, Jančura rimane amministratore delegato e unico proprietario. 
Alla fine del 2004 la Student Agency aveva 368 dipendenti, il fatturato annuo ammontava a circa 1,5 miliardi di CZK e l'utile operativo ammontava a circa 9  milioni di CZK.  Il capitale sociale della società è di solo un milione di CZK. Nella prima metà del 2008, Student Agency ha annunciato un utile fatturato 2,1 miliardi e 950 dipendenti. 
Nel 2006, Radim Jančura ha ricevuto il Premio Imprenditore dell'Anno della Repubblica Ceca, un premio assegnato da Ernst & Young . 
La compagnia gestisce linee che collegano Praga con Ostrava, Vienna (entrambe via Brno), Plzeň, Liberec e Hradec Králové. La più frequente è la linea Praga - Brno con orari 24 ore su 24. Ci sono anche molte linee internazionali con meno frequenze: Londra, Amsterdam, Eindhoven, Amburgo, Monaco, Berlino, Stoccarda, Dresda, Parigi, Košice, Budapest, Roma, Napoli, Venezia, Zurigo, Berna, Ginevra, Oslo e alcune altre destinazioni. 
Student Agency controlla anche RegioJet, un operatore ferroviario privato che compete con le ferrovie ceche e slovacche . Hanno il diritto di operare sulle tracce ceche e sono uno dei fornitori di servizi sulla linea Ostrava-Praga. Offrono anche servizi ferroviari in Slovacchia e valutano la possibilità di espandere il loro numero di treni su altre linee e in altri  paesi. L'ultima linea, da Praga a Vienna è stata introdotta nel 2017.
| milioni di CZK                     | 2000 | 2001 | 2002 | 2003 | 2004  | 2005  | 2006  | 2007  | 2008  | 2009  |
| ---------------------------------- | ---- | ---- | ---- | ---- | ----- | ----- | ----- | ----- | ----- | ----- |
| Ricavi operativi                   | 148  | 307  | 753  | 901  | 1.266 | 1.471 | 2.108 | 2.755 | 3.525 | 2.915 |
| Utile operativo                    | (0)  | (-1) | 5    | 5    | 7     | 12    | 13    | 19    | 21    | 112   |
| Utile netto al netto delle imposte | 0    | 1    | 1    | 2    | 3     | 7     | 7     | 0     | 13    | 76    |
| Assets                             | 16   | 35   | 72   | 98   | 99    | 140   | 220   | 413   | 379   | 403   |
| Equity                             | 0    | 1    | 3    | 5    | 7     | 14    | 19    | 17    | 29    | 100   |